# Thomas Degos
Pour les articles homonymes, voir Degos.
Thomas Degos, né le 28 décembre 1971 à Neuilly-sur-Seine (Hauts-de-Seine), est un haut fonctionnaire et préfet français.

## Biographie

### Jeunesse et études
Thomas Degos suit sa scolarité au Collège Stanislas entre 1982 et 1989. De 1989 à 1991, il suit une classe préparatoire aux grandes écoles à Stanislas (hypokhâgne S et Khâgne S). Il obtient une licence d'histoire et une maîtrise de lettres à l'Université Paris-Sorbonne (Paris IV) en 1994. Il est admis à Sciences Po Aix en 1992, section Service public, et en sort en 1994. À partir de cette date, il suit un DEA de philosophie à l'École des hautes études en sciences sociales, puis il entame une thèse de philosophie sous la direction de Pierre Manent. À cette époque, il suit les séminaires de Marcel Gauchet.
Il est admis en 1996 à l'Institut régional d'administration de Lille. Il est admis la même année 1996 à l'École nationale d'administration, dans la promotion Cyrano de Bergerac (1997-1999). Il sort de l'ENA dans le corps des administrateurs civils, sous préfet, directeur du cabinet du préfet des Pyrénées-Orientales.

### Parcours au sein de la haute fonction publique
En mai 1999, il est nommé sous-préfet de deuxième classe, ainsi que directeur du cabinet du Préfet des Pyrénées-Orientales. En octobre 2000, il est nommé directeur de cabinet du préfet de région, préfet de la Guadeloupe.
De 2002 à 2004, il est le chef du Bureau des étrangers du Ministère de l'Intérieur, puis chef du Bureau du management du corps préfectoral jusqu'à 2007.
En 2006, il est nommé en outre au sein du Comité d'enquête sur le coût et les rendements des services publics.
En 2007, il est nommé conseiller du Président de l'Assemblée nationale. Il devient l'année suivante directeur adjoint au cabinet du ministre de l'Écologie, Jean-Louis Borloo, ministre d’État, ministre de l'écologie, de l'énergie, du développement durable, de l'aménagement du territoire, chargé également du logement, des transports, de la mer et des négociations internationales sur le climat. À ce titre, Thomas Degos supervise notamment l'élaboration du projet de loi de programmation portant mise en œuvre du Grenelle de l'environnement (loi dite Grenelle 1) et du projet de loi portant engagement national pour l'environnement (loi dite Grenelle 2). Au sein de ce pôle ministériel est placée la mission Grand Paris, animée par Christian Blanc, secrétaire d'État chargé du Grand Paris.
Parallèlement à ses fonctions en cabinet, il est élu en 2008 au conseil municipal de Chatillon (Hauts-de-Seine), et se voit confier les délégations de la politique de la ville et de la jeunesse.
En mai 2010, il est nommé préfet, chargé de mission de service public et maintenu sur ses fonctions au cabinet de Jean-Louis Borloo. Il quitte ses mandats électoraux dès le conseil municipal suivant.
En novembre 2010, il est nommé préfet, directeur de cabinet de Maurice Leroy Ministre chargé de la Ville, ministre chargé du Grand Paris. Le 26 janvier 2011 est signé l'accord qualifié d'historique entre l’État et le conseil régional d'Ile de )France sur le tracé, le calendrier et le financement du Grand Paris Express.
Il devient préfet de Mayotte le 21 juillet 2011, succédant à Hubert Derache, après un bref intérim de Patrick Duprat. Il doit alors gérer pendant 46 jours, à partir du 24 septembre le mouvement contre la vie chère dans un contexte particulièrement tendu, marqué par un mouvement insurrectionnel, en particulier à la suite de la mort d’un manifestant de 39 ans. Son véhicule est visé par des  projectiles alors qu'il intervenait au JT de Mayotte Première, après avoir lancé un appel au calme. Il prône une adaptation des politiques publiques nationales aux spécificités des départements d'Outre-Mer. Il lance dès janvier 2012 le plan de relance pour Mayotte.
Il conserve ce poste jusqu'au 30 janvier 2013. Jacques Witkowski lui succède. Thomas Degos prend alors la tête de la direction générale de l'Outre-mer en 2013.
Parallèlement à ces fonctions, il anime pendant cinq ans le Master 2 "Droit et gestion publique" (Université Paris-Dauphine et ENA), dirigé par Renaud Dorandeu. il cessera d'intervenir dans ce cadre en 2018.
Il devient, en outre, administrateur de France Televisions et administrateur de l'agence française de développement (AFD).
En mars 2015, il est nommé préfet du Morbihan. L'année suivante, il est nommé à la Métropole du Grand Paris, qu'il crée, et dont il devient le premier directeur général des services.
En avril 2018, il est directeur de cabinet de la ministre des Outre-mer, Annick Girardin,, succédant à Dominique Sorain qui avait tenu ce poste 8 mois. Il dirige l'équipe rapprochée de la ministre, composée de onze personnes. Il quitte ce poste après 20 mois aux responsabilités  , immédiatement après une séquence marquée du succès du XIXe comité des signataires de l'Accord de Nouméa en octobre 2019, et de la réussite des déplacements du Président de la République dans l'Océan Indien et du Premier ministre aux Antilles, en décembre 2019. Pendant cette période, il a notamment supervisé l'élaboration du Livre bleu pour les outre-mer, présenté au Président de la République en juin 2018, et le lancement de l'initiative "outre-mer 5.0", présentée en avril 2019. Après son départ, aucune initiative ne sera plus prise par cette équipe ministérielle, jusqu'à l'arrivée aux responsabilités de M. Sébastien LECORNU, qui relance la dynamique.
Au début de l'année 2020, il est dans un premier temps, à partir du 28 février 2020, affecté au Ministère des Solidarités et de la Santé pour diriger la Task-Force interministérielle (TFI) "coronavirus", qui va compter jusqu'à 70 membres, tous recrutés au sein des différents départements ministériels les plus concernés et mis à disposition par leur administration d'origine. Cette TFI, créée de façon informelle, sans support juridique particulier, a pu coordonner l'action interministérielle de l'État dès le début de la prise en compte de la crise du coronavirus.
Dès la mise en activité de la cellule interministérielle de crise coronavirus( CIC-COVID 19), située place Beauvau, le 17 mars 2020, il est affecté au Ministère de l'Intérieur, durant la crise de la maladie du coronavirus de 2019, afin de diriger la gestion de la crise. Il est à ce titre le directeur du centre de crise interministériel sur le coronavirus, selon les dispositions de la circulaire interministérielle no 5567/SG du 2 janvier 2012. La cellule interministérielle comptera jusqu'à près de 100 personnes, toujours mises à disposition de leurs ministères d'origine. Elle est présidée par le Premier ministre, et animée en son nom par le ministre de l'intérieur (autorité "menante") et le ministre des solidarités et de la santé (autorité "concourante"). La CIC-COVID 19 est le point focal ou toutes les questions, éléments d'information, situations particulières, demandes d'instructions ou de positions, remontent des territoires. C'est aussi l'instance qui réunit quotidiennement les secrétaires généraux des différents départements ministériels, afin d'examiner de façon interministérielle l'ensemble des projets de textes, instructions et circulaires produits durant la période. Elle réunit aussi quotidiennement les préfets de région, en visioconférence, pour échanger directement sur les éléments de doctrine générale et sur les cas particuliers afin que les besoins du terrain soient toujours au cœur de son action. Elle rassemble également de façon hebdomadaire les directeurs généraux d'agences régionales d'hospitalisation, eux-mêmes coordonnés par la cellule de sécurité sanitaire du ministère des solidarités et de la santé. Cette cellule est en particulier chargée de mettre en œuvre les préconisations du rapport de Jean CASTEX sur le déconfinement, à partir du 11 mai 2020.
Le 1er octobre 2020, Thomas DEGOS rejoint Gecina en tant que membre du COMEX, directeur exécutif résidentiel.

## Vie privée
Marié, il a trois enfants.

## Récompenses et distinctions

### Décorations
- Chevalier de l'ordre national du Mérite(Décret du 2 mai 2012)[24]
- Chevalier de l'ordre des Palmes académiques[25]
- Chevalier de l'ordre du Mérite agricole[25]
- Chevalier de l'ordre du Mérite maritime[25]
- Médaille de la jeunesse, des sports et de l'engagement associatif, bronze[25]
- Médaille d'honneur de l'administration pénitentiaire - échelon or Médaille d'honneur de l'administration pénitentiaire - échelon or[25]